# Apanteles grandiculus
Apanteles grandiculus är en stekelart som beskrevs av Wilkinson 1929. Apanteles grandiculus ingår i släktet Apanteles och familjen bracksteklar. Inga underarter finns listade i Catalogue of Life.